# Stigiofobia
La stigiofobia, anche chiamata adefobia, è la paura dell'inferno.
Coloro che sono affetti da questa fobia presentano la paura ingiustificata e persistente di peccare e credono di essere predestinati agli inferi.
La stigiofobia è una paura tipica di coloro che basano la loro esistenza sul piano religioso e vivono le regole dettate dal loro credo in modo dogmatico e indiscutibile.
Nel medioevo, quando la visione di Dio come centro dell'universo era alla base della vita umana, questa paura era molto diffusa e coloro che volevano redimersi dei loro peccati arrivavano a compiere atti estremi, talvolta anche corporei come per esempio l'autoflagellazione.
Oggi l'adefobia è trattata come un comune disturbo di natura psicologica, che richiede terapie specifiche da parte di uno specialista.